# Hypodoxa circumsepta
Hypodoxa circumsepta là một loài bướm đêm trong họ Geometridae.